# Циркумполярні глибинні води

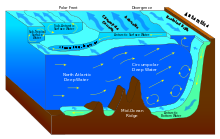
Північноатлантичні глибинні води та Антарктичні придонні води змішуються, утворюючи Циркумполярні глибинні води

Циркумполярні глибинні води (англ. Circumpolar deep water, CDW) — позначення водної маси в Тихому та Індійському океанах, яка є змішанням інших водних мас у регіоні. 

Вони, як правило, тепліші і солоніші, ніж навколишні водні маси, що призводить до танення шельфового льоду в Антарктиці. 

## Фізичні властивості
CDW, найбільша за обсягом водна маса у Південному океані, має у своєму складі Північноатлантичні глибинні води (NADW), Антарктичні придонні води (AABW), Антарктичні проміжні води (AAIW), а також глибинні води з рециркуляцією з Індійського та Тихого океанів. 

 
Відмінною характеристикою CDW є те, що вода утворюється не на поверхні, а скоріше шляхом змішування інших водних мас.

CDW знаходиться на глибині близько 500 метрів, приблизно на глибині континентального шельфу . 

Існує два типи CDW: Верхня циркумполярна глибинна вода (англ. Upper Circumpolar Deep Water, UCDW) і нижня циркумполярна глибинна вода (англ. Lower Circumpolar Deep Water, LCDW). 
UCDW походить з Індійського та Тихого океанів і має нижчий рівень кисню та більшу кількість поживних речовин, ніж LCDW. 
LCDW походить з глибинної води Північної Атлантики і має вищу солоність. 

В Індійському океані CDW має температуру від 1,0 до 2,0°C. 
У Тихому океані трохи холодніша з температурою 0,1 — 2,0 °C. 
 
Солоність CDW становить 34,62 — 34,73 ‰ . 

Оскільки CDW є сумішшю інших водних мас, його профіль температури-солоності (TS) є точкою, де сходяться лінії TS інших водних мас. 
Діаграми TS відносяться до профілів температури та солоності, які є одним із основних способів відрізнення водних мас одна від одної. 
Таким чином, зближення ліній TS свідчить про змішування інших водних мас. 

## Вплив на антарктичні екосистеми та шельфові льодовики
CDW відіграє важливу роль в Антарктичній циркумполярній течії (ACC), оскільки сприяє таненню бази шельфових льодів. 
 
Льодовики, що зазнають вплив CDW, значно розтанули, тоді як льодовики на північному заході, без впливу CDW, ні. 

CDW є солоним і трохи вище точки замерзання, що є теплим порівняно з шельфовими льодами. 

Коли CDW тече вгору на континентальний шельф і проходить через глибокі каньйони та досягає нижньої сторони шельфового льоду. 
Тепла вода контактує та спричиняє танення шельфового льоду і, як наслідок, підвищення рівня моря. 
 
Градієнти навколо Антарктиди, що утворюються між шельфовою водою і CDW, називаються фронтом антарктичного схилу.

CDW також відіграє важливу роль у підтримці антарктичних екосистем. 
Апвелінг CDW на континентальний шельф Антарктики приносить тепло та поживні речовини, які підтримують екосистеми вздовж західного берега Антарктичного півострова . 